# 고코더
고코더(이진현)는 대한민국의 프로그래머이자, 작가이다. 출간 저서로는 『오늘도, 우리는 코딩을 합니다』, 『이야기로 다가가는 HTML』, 『오늘부터 IT를 시작합니다』  가 있다. '고코더'는 Go+Coder를 합성한 이름이다. 2017 티스토리 블로그를 통해 컴퓨터 프로그래밍을 강의를 시작하였고, 2020년 브런치를 통해 IT를 주제로한 에세이를 쓰고 있다. 예스24 2022년 10월 월간 개발자로 선정되었다.